# Turčianske Teplice
Turčianske Teplice (bis 1946 slowakisch Štubnianske Teplice; bis 1927 Štubňanské Teplice; deutsch Bad Stuben;  Stubnyafürdő) ist eine Stadt in der Mittelslowakei.

## Stadtgliederung
Derzeit besteht die Stadt aus folgenden Stadtteilen:
- Diviaky (1951–1955 und 1971 eingemeindet)
- Dolná Štubňa (Unterstuben, 1971 eingemeindet)
- Turčianske Teplice (Bad Stuben)
- Turčiansky Michal (1971 eingemeindet)

## Geschichte
Die erste urkundliche Erwähnung findet sich 1281. Im Jahr 1951 wurde die Gemeinde Vieska (deutsch im Mittelalter Kleindörfl) eingemeindet.

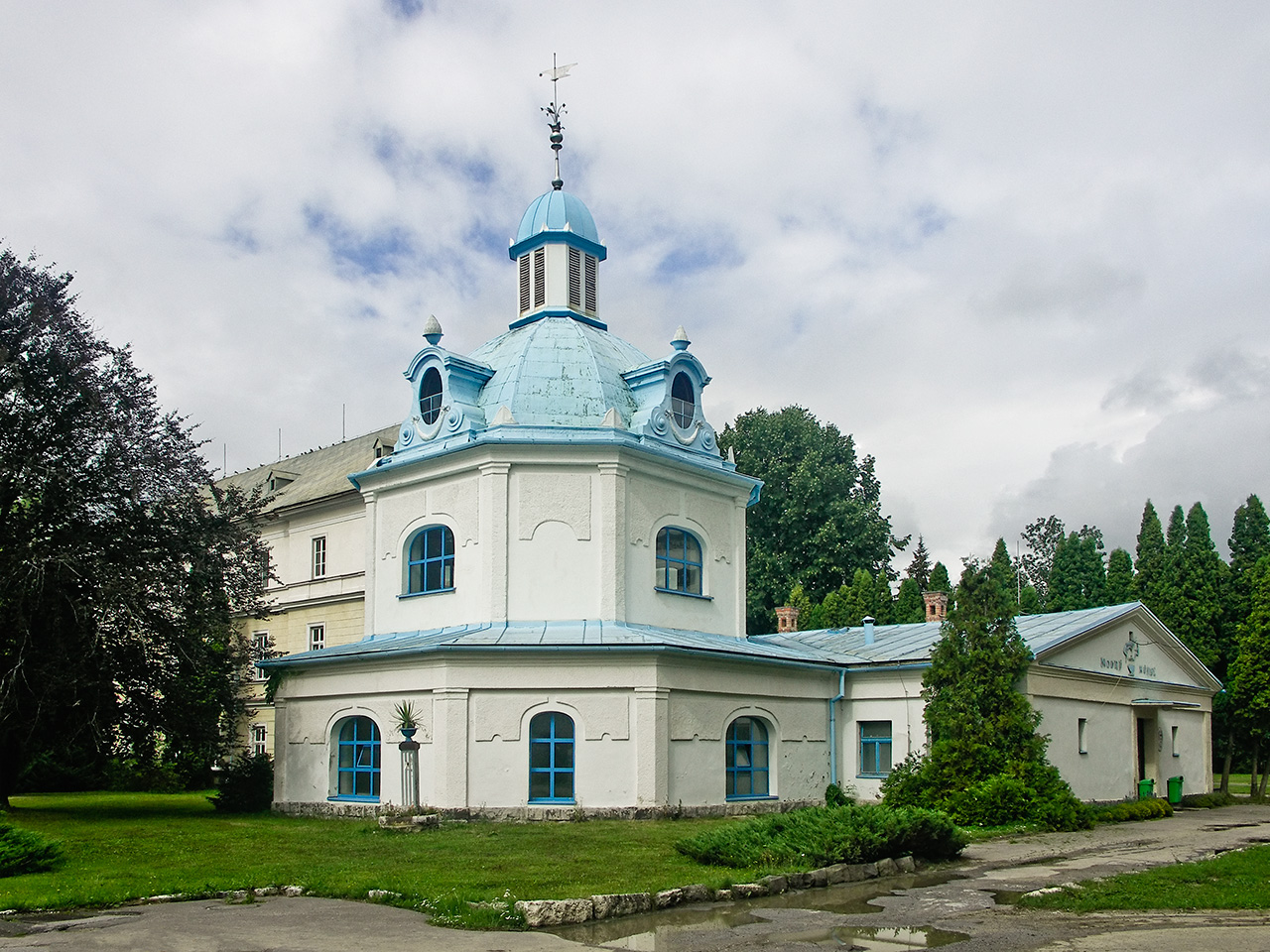
Gebäude des Blauen Bades

## Bevölkerung
| Jahr                | 1994 | 2004    | 2014    | 2024    |
| ------------------- | ---- | ------- | ------- | ------- |
| Anzahl der Personen | 7285 | 6929    | 6518    | 6069    |
| Unterschied         |      | −4,88 % | −5,93 % | −6,88 % |

| Jahr                | 2023 | 2024    |
| ------------------- | ---- | ------- |
| Anzahl der Personen | 6178 | 6069    |
| Unterschied         |      | −1,76 % |

## Städtepartnerschaften
- Holešov, Tschechien
- Havířov, Tschechien
- Skawina, Polen
- Wisła, Polen
- Aranđelovac, Serbien

## Persönlichkeiten
- Gustav Adolf Riecke (1798–1883), württembergischer evangelischer Geistlicher und Pädagoge, ist in Turčianske Teplice geboren.
- Mikuláš Galanda (1895–1938), Maler, Graphiker und Illustrator gehört zu den bekannteren Personen, die in Turčianske Teplice geboren sind.
- Matúš Černák (1903–1955), slowakischer Politiker und Diplomat, in Turčianske Teplice geboren
- Patrik Myslovič (* 2001), Fußballspieler